# Murska Sobota Storks 2019
Questa voce raccoglie le informazioni riguardanti i Murska Sobota Storks nelle competizioni ufficiali della stagione 2019.

## 1. Slovenska liga ameriškega nogometa 2019

### Stagione regolare
| Maribor 21 settembre 2019, ore 15:30 | Murska Sobota Storks | 12 – 18 (d.2t.s.) (0-6 0-0 6-0 0-0 6-6 0-6) | Maribor Generals | Športni Park Tabor |

| Rateče 28 settembre 2019                         | Murska Sobota Storks | 18 – 0 | Alp Devils | Nordijski center Planica |
| Gerič ( TD ) Gerič ( TD ) Kocan ( TD ) Marcatori |                      |        |            |                          |
|                                                  |                      |        |            |                          |
| Gerič (TD) Gerič (TD) Kocan (TD)                 | Marcatori            |        |            |                          |

| Bakovci 12 ottobre 2019 | Murska Sobota Storks | 0 – 32 | Domžale Tigers | Nogometni Stadion |

### Playoff
| Domžale 23 novembre 2019, ore 17:00 | Murska Sobota Storks | - – - (annullata) | Alp Devils | Športni Park |

## Statistiche di squadra
| Competizione      | %Vittorie | In casa | In casa | In casa | In casa | In casa | In casa | In trasferta | In trasferta | In trasferta | In trasferta | In trasferta | In trasferta | Totale | Totale | Totale | Totale | Totale | Totale |
| Competizione      | %Vittorie | G       | V       | N       | P       | Pf      | Ps      | G            | V            | N            | P            | Pf           | Ps           | G      | V      | N      | P      | Pf     | Ps     |
| ----------------- | --------- | ------- | ------- | ------- | ------- | ------- | ------- | ------------ | ------------ | ------------ | ------------ | ------------ | ------------ | ------ | ------ | ------ | ------ | ------ | ------ |
| Stagione regolare | .333      | 3       | 1       | 0       | 2       | 30      | 50      | 0            | 0            | 0            | 0            | 0            | 0            | 3      | 1      | 0      | 2      | 30     | 50     |
| Totale            | .333      | 3       | 1       | 0       | 2       | 30      | 50      | 0            | 0            | 0            | 0            | 0            | 0            | 3      | 1      | 0      | 2      | 30     | 50     |